# Jeannette Jara
Jeannette Alejandra Jara Román (Santiago, 23 de abril de 1974) es una administradora pública, abogada y política chilena que ejerció el cargo de ministra del Trabajo y Previsión Social bajo el gobierno del presidente Gabriel Boric entre marzo de 2022 y abril de 2025. Previamente, se desempeñó como subsecretaria de Previsión Social en el segundo gobierno de la presidenta Michelle Bachelet entre los años 2016 y 2018. Es militante del Partido Comunista de Chile (PCCh).
El 7 de abril de 2025 renunció a su cargo de ministra del Trabajo, tras haber sido proclamada el 5 de abril como candidata presidencial de su partido. Posteriormente, el 14 de abril, recibió el respaldo del partido Acción Humanista.
El 29 de junio de 2025 fue proclamada oficialmente como candidata única de todos los partidos que forman parte del actual gobierno a las elecciones presidenciales de noviembre de 2025, después de ganar las elecciones primarias del pacto Unidad por Chile.
Su candidatura ha ampliado la base de apoyo más allá del oficialismo. La candidata es respaldada por el Partido Comunista de Chile, Partido Socialista de Chile, Partido por la Democracia, Partido Radical de Chile, Partido Liberal de Chile ,  Frente Amplio, Federación Regionalista Verde Social, Acción Humanista, Democracia Cristiana, Partido Popular, Partido Igualdad y la Izquierda Cristiana de Chile.

## Familia y estudios
Oriunda de la ciudad de Santiago, nació en la población El Cortijo de la comuna de Conchalí, en 1974.Es hija del mecánico industrial Sergio Elías Jara Ulloa, y de la dueña de casa Jeanette del Carmen Román Guzmán. Es la mayor de cinco hermanos, incluyendo al periodista de investigación Sergio Jara.
Finalizó sus estudios secundarios en el Liceo Isaura Dinator de Guzmán, de Santiago. Según su propio relato, comenzó a trabajar a la edad de doce o trece años y su primer trabajo fue como temporera agrícola cortando frutas.
Luego de terminar los estudios secundarios cursó un año derecho en la Facultad de Derecho de la Pontificia Universidad Católica de Chile antes de integrarse a la carrera de Administración Pública en la Facultad de Administración y Economía de Universidad de Santiago de Chile, de la que se tituló en 1997. Más tarde, estudió derecho en la Universidad Central y cursó un magíster en gerencia y políticas públicas de la Universidad de Santiago de Chile. Fue además contralora, docente y jefa de carrera de Administración Pública en la Universidad Academia de Humanismo Cristiano.
A los 19 años, pese a la oposición de su madre, se casó con Gonzalo Garrido Rojas, militante comunista e ingeniero eléctrico de la USACH, y quien también estuviera ligado al movimiento estudiantil en esa universidad. Garrido se quitó la vida en 1996, dejando a Jara viuda a los 21 años.
En 2013 contrajo matrimonio con Víctor Gajardo Aguilera, con quien tuvo un hijo a los 33 años. Se divorciaron en 2021. Su actual pareja es Claudio Rodríguez Díaz, quien es coordinador regional del gabinete de la dirección nacional del Registro Civil.

## Trayectoria política
En 1989 comenzó su formación política, al integrarse a las Juventudes Comunistas de Chile (JJCC) donde militó por diez años hasta ingresar al Partido Comunista en 1999. Allí fue integrante de su Comité Central. En calidad de dirigenta estudiantil llegó a ser presidenta de la Federación de Estudiantes de la Universidad de Santiago (Feusach) en 1997. En esa instancia y ese año, además, compartió con el exministro del Interior, Rodrigo Peñailillo, entonces presidente de la Federación de la Universidad del Bío Bío.
Tras finalizar su titulación como administradora pública entró a trabajar al Servicio de Impuestos Internos (SII), donde quedó como trabajadora base, en 1999 como fiscalizadora. Allí fue además dirigente sindical de la «Asociación de Fiscalizadores del SII» (AFIICH). En el organismo, tuvo estrechos vínculos con otro líder gremial comunista y presidente de la Agrupación Nacional de Empleados Fiscales (ANEF), Carlos Insunza.

### Gobierno de Bachelet (2016-2018)

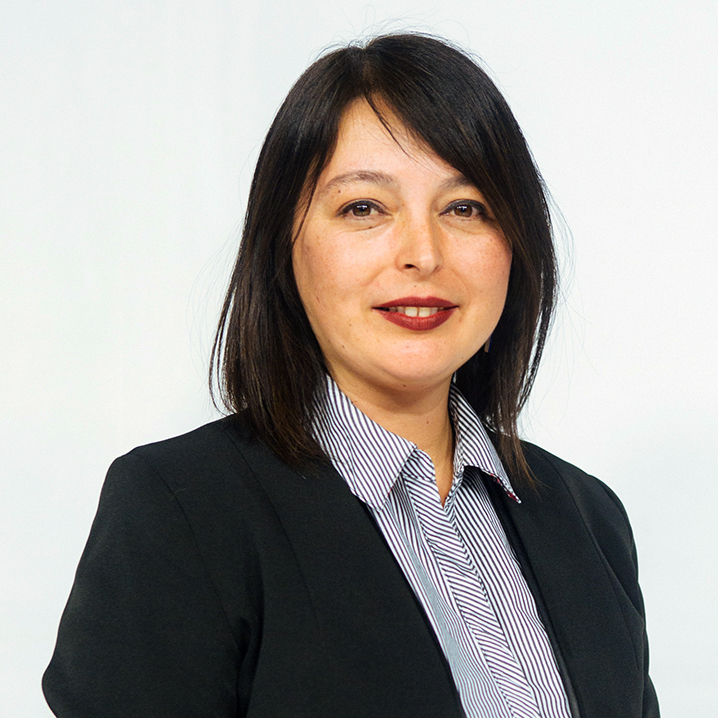
Jeannette Jara en 2016 como subsecretaria de Previsión Social durante el segundo gobierno de Michelle Bachelet.

Durante la segunda administración de Michelle Bachelet, ejerció como jefa de gabinete de la Subsecretaría de Previsión Social, Julia Urquieta, y posteriormente en el Ministerio de Desarrollo Social (MDS), dirigido entonces por Marcos Barraza.
Asumió la titularidad de la Subsecretaría de Previsión Social el 10 de octubre de 2016 —en reemplazo de Urquieta—, ejerciendo hasta el final del segundo gobierno de Bachelet en marzo de 2018.

### Actividades entre 2018 y 2022
Tras dejar el gobierno, ejerció su profesión como abogada, alternando con labores de docencia en la Universidad de Santiago y sus estudios para el magíster en gerencia pública, grado que le fue otorgado en 2022 por la misma casa de estudios.
En las elecciones municipales de 2021, compitió a la alcaldía de Conchalí, sin resultar electa, siendo derrotada —en segundo lugar— por el edil en ejercicio, René de la Vega.
Desde julio de 2021 hasta marzo de 2022, se desempeñó como administradora municipal de Santiago, bajo la gestión de la alcaldesa de esa comuna, Irací Hassler.

### Ministra de Estado (2022-2025)

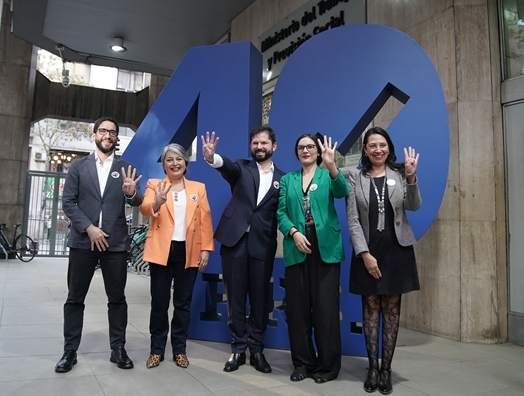
Jeannette Jara como Ministra del Trabajo en la promoción del Proyecto de Ley de 40 horas laborales

El 21 de enero de 2022, el entonces presidente electo Gabriel Boric, anunció su primer gabinete ministerial en el frontis del Museo Nacional de Historia Natural, ceremonia en la cual fue nombrada como ministra del Trabajo y Previsión Social, siendo la primera militante del Partido Comunista de Chile (PCCh) desde el retorno a la democracia en 1990 en ocupar dicho cargo. El último militante comunista en ser ministro del Trabajo y Previsión Social había sido Jorge Godoy Godoy, en marzo de 1973 durante la presidencia de Salvador Allende. Asumió el cargo el 11 de marzo de 2022, con el inicio formal de la administración.
Durante su paso por el ministerio, se promulgaron la Ley anti acoso laboral (conocida también como Ley Karin), la Ley de las 40 horas laborales y la reforma a las pensiones; Sin embargo, durante su gestión, aumento notoriamente el desempleo del país, especialmente del mundo femenino. 

## Candidatura presidencial
El 29 de junio de 2025, fue proclamada oficialmente como candidata presidencial de la coalición Unidad por Chile a las elecciones presidenciales de noviembre de 2025, después de ganar las primarias de la izquierda y ultraizquierda e imponerse sobre Carolina Tohá, Gonzalo Winter y Jaime Mulet. Al mismo tiempo, se convirtió en la segunda mujer en la historia del Partido Comunista en asumir una candidatura presidencial, luego de Gladys Marin.

### Declaraciones sobre Cuba y Venezuela
En abril de 2025, en una entrevista con Chilevisión Noticias, describió a Cuba como un país con un «sistema democrático diferente» y a Venezuela como un «régimen autoritario». Estas afirmaciones generaron críticas de la oposición, como el senador Juan Antonio Coloma (UDI), quien las consideró ambiguas respecto a la situación de derechos humanos en Cuba, y de los candidatos Carolina Tohá y Gonzalo Winter, quienes señalaron que el sistema cubano no cumple con estándares democráticos. Jara aclaró posteriormente en BioBioChile que su modelo político se centra en Chile y reconoció vulneraciones a los derechos humanos en Cuba.

### Propuesta de nacionalización del cobre
En agosto de 2025, durante un debate organizado por La Tercera, Jara afirmó que no había propuesto la nacionalización del cobre en las primarias, a pesar de que esta medida estaba incluida en su programa inicial como candidata del PC. La contradicción fue señalada por el candidato José Antonio Kast, quien la acusó de incoherencia. Jara se comprometió a entregar el nuevo programa, ahora de la coalición que la respalda, antes de la primera vuelta presidencial del 16 de noviembre de 2025, compomiso que cumplió el 18 de agosto de 2025, con la publicación del programa de gobierno del pacto «Unidad por Chile», un documento de 177 medidas en 84 páginas titulado «Un Chile que cumple».

## Historial electoral
| Año  | Tipo                     | Territorio | Pacto                        | Partido | Votos   | %     | Resultado              |
| ---- | ------------------------ | ---------- | ---------------------------- | ------- | ------- | ----- | ---------------------- |
| 2021 | Municipales              | Conchalí   | Chile Digno Verde y Soberano | PCCh    | 8994    | 18,78 | No electa              |
| 2025 | Primarias presidenciales | Chile      | Unidad por Chile             | PCCh    | 825 835 | 60,16 | Candidata presidencial |